# Englische Rugby-Union-Meisterschaft 2007/08
Die Saison 2007/08 von Premiership Rugby war die 21. Saison der obersten Spielklasse der englischen Rugby-Union-Meisterschaft. Aus Sponsoringgründen trug sie den Namen Guinness Premiership. Sie begann am 15. September 2007, umfasste 22 Spieltage (je eine Vor- und Rückrunde) und dauerte bis zum 10. Mai 2008. Anschließend qualifizierten sich die vier bestplatzierten Mannschaften für das Halbfinale, die Halbfinalsieger trafen am 31. Mai 2008 im Finale im Twickenham Stadium aufeinander. Den Meistertitel gewannen zum fünften Mal die London Wasps, absteigen musste Leeds Carnegie.

## Guinness Premiership

### Tabelle
M: Letztjähriger Meister

P: Promotion (Aufsteiger) aus der National Division One
|     | Team                 | Spiele | Siege | Unent. | Ndlg. | Spiel- punkte | Diff. | Bonus- punkte | Tabellen- punkte |
| --- | -------------------- | ------ | ----- | ------ | ----- | ------------- | ----- | ------------- | ---------------- |
| 01. | Gloucester RFC       | 22     | 15    | 0      | 7     | 551:377       | + 174 | 14            | 74               |
| 02. | London Wasps         | 22     | 14    | 2      | 6     | 599:459       | + 140 | 10            | 70               |
| 03. | Bath Rugby           | 22     | 15    | 0      | 7     | 526:387       | + 139 | 9             | 69               |
| 04. | Leicester Tigers (M) | 22     | 13    | 0      | 9     | 539:428       | + 111 | 12            | 64               |
| 05. | Sale Sharks          | 22     | 14    | 0      | 8     | 481:374       | + 107 | 7             | 63               |
| 06. | Harlequins           | 22     | 12    | 0      | 10    | 480:440       | + 40  | 15            | 63               |
| 07. | London Irish         | 22     | 13    | 0      | 9     | 433:382       | + 51  | 7             | 59               |
| 08. | Saracens             | 22     | 11    | 0      | 11    | 533:525       | + 8   | 8             | 52               |
| 09. | Bristol Rugby        | 22     | 7     | 1      | 14    | 393:473       | − 80  | 8             | 37 *             |
| 10. | Worcester Warriors   | 22     | 6     | 2      | 14    | 387:472       | − 85  | 8             | 36               |
| 11. | Newcastle Falcons    | 22     | 7     | 0      | 15    | 333:542       | − 209 | 6             | 34               |
| 12. | Leeds Carnegie (P)   | 22     | 2     | 1      | 19    | 336:732       | − 396 | 2             | 12               |

* Bristol wurde wegen des Einsatzes eines nichtlizenzierten Spielers ein Punkt abgezogen.
Die Punkte wurden wie folgt verteilt:
- 4 Punkte bei einem Sieg
- 2 Punkte bei einem Unentschieden
- 0 Punkte bei einer Niederlage (vor möglichen Bonuspunkten)
- 1 Bonuspunkt für vier oder mehr erfolgreiche Versuche, unabhängig vom Endstand
- 1 Bonuspunkt bei einer Niederlage mit sieben oder weniger Punkten Unterschied

### Playoff
Halbfinale
| 18. Mai 2008 14:00 | London Wasps                                                                                         | 21 : 10        | Bath Rugby                                                                       | Adams Park, High Wycombe Zuschauer: 10.000 |
| 18. Mai 2008 14:00 | Versuche: Waters 30. erh. Flutey 36. erh. Palmer 59. erh. Erhöhungen: Cipriani (2) van Gisbergen (1) | (14:7) Bericht | Versuche: Crockett 27. erh. Erhöhungen: Barkley (1) Straftritte: Barkley (1) 56. | Adams Park, High Wycombe Zuschauer: 10.000 |

| 18. Mai 2008 16:30 | Gloucester RFC | 25 : 26        | Leicester Tigers | Kingsholm Stadium, Gloucester Zuschauer: 16.500 |
| 18. Mai 2008 16:30 | Versuche: Simpson-Daniel 57. erh. Erhöhungen: Lamb (1) Straftritte: Lamb (5) 6., 17., 29., 38., 49. Dropgoals: Walker (1) 76. | (12:3) Bericht | Versuche: Tuilagi 52. erh. Mauger 63. erh. Erhöhungen: Goode (2) Straftritte: Goode (3) 11., 42., 68. Dropgoals: Goode (1) 78. | Kingsholm Stadium, Gloucester Zuschauer: 16.500 |

Finale
| 31. Mai 2008 15:00 | London Wasps | 26 : 16        | Leicester Tigers                                                              | Twickenham Stadium, London Zuschauer: 81.600 |
| 31. Mai 2008 15:00 | Versuche: Rees 12. erh. Lewsey 37. erh. Erhöhungen: van Gisbergen (2) Straftritte: van Gisbergen (4) 6., 24., 35., 72. | (23:6) Bericht | Versuche: Varndell 56. n.erh. Ellis 62. n.erh. Straftritte: Goode (2) 9., 29. | Twickenham Stadium, London Zuschauer: 81.600 |

| 15                 | Mark van Gisbergen |
| 14                 | Paul Sackey        |
| 13                 | Fraser Waters      |
| 12                 | Dominic Waldouck   |
| 11                 | Josh Lewsey        |
| 10                 | Riki Flutey        |
| 09                 | Eoin Reddan        |
| 08                 | Lawrence Dallaglio |
| 07                 | Tom Rees           |
| 06                 | James Haskell      |
| 05                 | Tom Palmer         |
| 04                 | Simon Shaw         |
| 03                 | Phil Vickery       |
| 02                 | Raphaël Ibañez     |
| 01                 | Tim Payne          |
| Auswechselspieler: |                    |
| 16                 | Joe Ward           |
| 17                 | Pat Barnard        |
| 18                 | Richard Birkett    |
| 19                 | Joe Worsley        |
| 20                 | Mark McMillan      |
| 21                 | Jeremy Staunton    |
| 22                 | John Hart          |

| 15                 | Geordan Murphy      |
| 14                 | Tom Varndell        |
| 13                 | Daniel Hipkiss      |
| 12                 | Aaron Mauger        |
| 11                 | Alesana Tuilagi     |
| 10                 | Andy Goode          |
| 09                 | Harry Ellis         |
| 08                 | Jordan Crane        |
| 07                 | Ben Herring         |
| 06                 | Martin Corry        |
| 05                 | Ben Kay             |
| 04                 | Marco Wentzel       |
| 03                 | Julian White        |
| 02                 | Mefin Davies        |
| 01                 | Boris Stankovich    |
| Auswechselspieler: |                     |
| 16                 | Benjamin Kayser     |
| 17                 | Marcos Ayerza       |
| 18                 | Richard Blaze       |
| 19                 | Tom Croft           |
| 20                 | Christophe Laussucq |
| 21                 | Sam Vesty           |
| 22                 | Ayoola Erinle       |

## National Division One
Die Saison der zweiten Liga (National Division One) dauerte vom 1. September 2007 bis zum 26. April 2008 und umfasste 30 Spieltage (je eine Vor- und Rückrunde). Die bestplatzierte Mannschaft Northampton Saints stieg unbesiegt in die Guinness Premiership auf. Zwei Mannschaften stiegen in die National Division Two ab, der Birmingham & Solihull RFC und der Launceston RUFC.
Tabelle

P: Promotion (Aufsteiger) aus der National Division Two

R: Relegation (Absteiger) aus der Premiership
|     | Team                      | Spiele | Siege | Unent. | Ndlg. | Spiel- punkte | Diff. | Bonus- punkte | Tabellen- punkte |
| --- | ------------------------- | ------ | ----- | ------ | ----- | ------------- | ----- | ------------- | ---------------- |
| 01. | Northampton Saints (R)    | 30     | 30    | 0      | 0     | 1321:343      | + 978 | 23            | 143              |
| 02. | Exeter Chiefs             | 30     | 24    | 0      | 6     | 899:424       | + 475 | 20            | 116              |
| 03. | Nottingham RFC            | 30     | 23    | 0      | 7     | 818:518       | + 300 | 24            | 116              |
| 04. | Doncaster RFC             | 30     | 21    | 0      | 9     | 796:551       | + 245 | 14            | 98               |
| 05. | Cornish Pirates           | 30     | 20    | 1      | 9     | 800:583       | + 217 | 12            | 91               |
| 06. | Bedford Blues             | 30     | 18    | 0      | 12    | 705:542       | + 163 | 13            | 85               |
| 07. | London Welsh              | 30     | 15    | 0      | 15    | 542:659       | − 117 | 10            | 70               |
| 08. | Plymouth Albion           | 30     | 12    | 1      | 17    | 530:528       | + 2   | 14            | 64               |
| 09. | Coventry RFC              | 30     | 11    | 1      | 18    | 637:731       | − 94  | 17            | 63               |
| 10. | Moseley RFC               | 30     | 12    | 1      | 17    | 519:744       | − 225 | 8             | 58               |
| 11. | Rotherham RUFC            | 30     | 11    | 0      | 19    | 591:856       | − 265 | 14            | 58               |
| 12. | Esher RFC (P)             | 30     | 10    | 0      | 20    | 481:850       | − 369 | 9             | 49               |
| 13. | Newbury RFC               | 30     | 8     | 1      | 21    | 497:794       | − 297 | 11            | 45               |
| 14. | Sedgley Park RUFC         | 30     | 7     | 1      | 22    | 497:832       | − 335 | 14            | 44               |
| 15. | Birmingham & Solihull RFC | 30     | 7     | 0      | 23    | 474:696       | − 222 | 13            | 41               |
| 16. | Launceston RUFC (P)       | 30     | 8     | 0      | 22    | 441:906       | − 465 | 8             | 40               |

Die Punkte wurden wie folgt verteilt:
- 4 Punkte bei einem Sieg
- 2 Punkte bei einem Unentschieden
- 0 Punkte bei einer Niederlage (vor möglichen Bonuspunkten)
- 1 Bonuspunkt für vier oder mehr erfolgreiche Versuche, unabhängig vom Endstand
- 1 Bonuspunkt bei einer Niederlage mit sieben oder weniger Punkten Unterschied